# Убиства под цветним месецом
Убиства под цветним месецом (енгл. Killers of the Flower Moon) је трећа публицистичка књига америчког новинара Дејвида Грена. Књигу је издао Doubleday 18. априла 2017. године. Часопис Time уврстио је Убиства под цветним месецом као једну од својих десет најбољих нефикционалних књига у 2017. години. Филмска адаптација коју је режирао Мартин Скорсезе, а у којој су глумили Леонардо Дикаприо, Лили Гледстон, Роберт де Ниро, Брендан Фрејзер и Џеси Племонс, премијерно је приказана 2023. године.

## Резиме
Двадесетих година 20. века најбогатији народ на свету били су Индијанци племена Осејџ у Оклахоми. Након што је нафта откривена испод њихове земље, Осејџи су возили скупе аутомобиле, градили виле и слали децу у европске школе.
А онда је неко почео да убија Осејџе, једног по једног. Породица Моли Беркхарт постала је прва мета, а онда су и остали припадници племена почели да умиру под тајанственим околностима. Нису преживели ни они који су се одважили да истраже ова убиства на Дивљем западу.
Kако се број смртних случајева попео на двадесет четири, ФБИ је преузео случај. Била је то једна од првих великих истрага ФБИ-ја, и лоше је почела. Очајан, млади шеф Џон Едгар Хувер затражио је помоћ бившег тексаског ренџера Тома Вајта како би решили ову мистерију. Вајт саставља тајни тим агената који је захваљујући новим техникама истраживања разоткрио једну од најјезивијих завера у америчкој историји.
У Убиствима под цветним месецом Дејвид Грен обелодањује шокантне злочине и серију хладнокрвних убистава. Заснована на дугогодишњем истраживању и новооткривеним доказима, књига је ремек-дело документарне литературе. Али пре свега, ово је оптужница против безобзирности и предрасуда према Индијанцима које су омогућиле да убице остану толико дуго на слободи.

## Пријем
Веб-сајт за прикупљање рецензија Book Marks навео је да свеукупно Убиства под цветним месецом добијају одушевљене критике књижевних критичара.
Пишући за The New York Times, Дејв Егерс је назвао књигу „закивајућом” и написао, „на овим последњим страницама, Грен снима оно што је већ било фасцинантан и дисциплинован снимак заборављеног поглавља америчке историје, а уз помоћ савремених припадника племена Осејџ, он расветљава мучну заверу која иде много дубље од те четири године ужаса. Спржиће вам душу.”
Шон Вудс из часописа Rolling Stone похвалио је Гренову књигу, напомињући: „У својој мајсторској новој књизи... Грен бележи причу о убиству, издаји, херојству и борби нације да напусти своју граничну културу и уђе у савремени свет... готово митски ликови из наше прошлости – стоички тексашки ренџери, корумпирани пљачкашки барони, приватни детективи и очајници убице попут банде Ала Спенсера – Гренова прича представља тајну историју америчке границе.”
Рецензент часописа Publishers Weekly је изјавио да „Њујоркеров запослени писац Грен (Изгубљени град З) јача своју репутацију бриљантног приповедача у овој задивљујућој причи о истинитом злочину, која се поново осврће на збуњујући и застрашујући — и релативно непознат — низ убистава која су се углавном десила у Оклахоми током 1920-их.”
Ед Валијами из часописа The Guardian је написао: „Геноцид беле Америке над домородачким нацијама током века који је претходио Греновом периоду је метафора за десетковање природног света од стране човечанства који су домороци видели као свет. Гренова књига је правовремено и узнемирујуће поглавље у првобитно, страшно зверство.”

## Филмска адаптација
Књига је адаптирана у филм у режији Мартина Скорсезеа у коме су глумили Леонардо Дикаприо, Роберт де Ниро, Лили Гледстон и Џеси Племонс, са буџетом од преко 200 милиона долара. У биоскопима га је објавио Paramount Pictures, док је касније објављен на стриминг платформи Apple TV+.
Иако је улога Тома Вајта, главног агента ФБИ-ја, првобитно била написана за Дикаприја, Дикаприо је тражио да се његова улога промени у нећака главног антагонисте филма, кога тумачи Роберт де Ниро. Као резултат тога, објављено је да је Џеси Племонс добио улогу Тома Вајта у којој је заменио Дикаприја, док је Дикаприо добио улогу Ернеста Беркхарта.